# François de Chavigny de La Bretonnière
François ou Louis-François de Chavigny de La Bretonnière (1652-1705) est un écrivain français.

## Biographie
Il entre à la Congrégation de Saint-Maur et après des années de formation, il devient procureur. Il s'enfuit à Amsterdam avec de l'argent et commence une nouvelle vie. Il se marie.  
C'est à partir de là que son activité licencieuse commence. Il publie des pamphlets (notamment sur Charles-Maurice Le Tellier dans Le Cochon mitré), des ouvrages libertins,  participe à des journaux clandestins. Souvent on le condamne. La fois de trop, la police religieuse vient le chercher à Amsterdam, l'attrape et on le met dans une prison au Mont Saint-Michel avec des conditions difficiles. Il meurt en prison visiblement fou.

## Œuvres
- L'amante artificieuse ou le Rival de soy-mesme : intrigue galante, J. Le Blanc, 1682
- La religieuse cavalier. Mémoires galands, A La Haye, chez Adrian Moetjens, MDCLXXXII
- Le Cochon mitré, dialogue, s.l., 1689
- Les Entretiens de la grille, ou le Moine au parloir, historiettes familières, Cologne, 1693
- Vénus dans le cloître ou La religieuse en chemise
- Octavie, ou, L’epouse fidelle: nouvelle historique

### Éditions récentes
- Les Entretiens de la grille ou le moine au parloir, réimpression textuelle de l'édition originale, Cologne, 1682, augmentée d'une notice bibliographique, Genève, J. Gay et fils, 1868
- La Religieuse en chemise et Le Cochon mitré, édités par Jean Sgard, Société française d'étude du XVIIIe siècle, Saint-Étienne, Publications de l'Université de Saint-Etienne, 2009

### Textes en ligne
- Le cochon mitré (1689) sur Gallica